# Amata leucozonoides
Amata leucozonoides là một loài bướm đêm thuộc phân họ Arctiinae, họ Erebidae.